# 郝爾拜獎
郝爾拜獎（挪威語：Holbergprisen）是挪威政府於2003年創立的跨学科的學術獎，每年表彰在人文、藝術、社會科學、法學和神學等領域有杰出貢獻的個人。獎項以挪威十八世紀偉大的文學家、哲學家、歷史學家路維·郝爾拜命名。每年三月份公布该年度获奖者。获奖学者可得到六百万挪威克朗（约75万美金或66万欧元）的奖励。该奖项素有神、法、社科、人文、艺术界的诺贝尔奖之称，被公认为上述学术领域最具声望的奖项。

## 歷屆得主
| 获奖年份 | 得主                   | 所屬單位                                  | 國籍            | 獲獎原因 |
| -------- | ---------------------- | ----------------------------------------- | --------------- | --- |
| 2004     | 茱莉亞·克莉斯蒂娃      | 巴黎第七大学                              | 保加利亚／ 法國 | “在对语言，宗教，与文学三者之间的交集提出了创新的问题，帮助启发了人文科学以及社会学的研究者，同时对女权主义理论产生了巨大的影响。”                                   |
| 2005     | 尤尔根·哈贝马斯        | 法蘭克福大學                              | 德国            | “发展出开拓性的理论暨沟通行为理论，从而提供了对法律与民主的全新观察视角。”                                                                                           |
| 2006     | 舒默凱·諾亞·艾森思塔特 | 耶路撒冷希伯來大學                        | 以色列          | “发展出社会变革与现代化、以及文化信仰体系与政治体系之间关系相关的具有卓越品质与原创性的比较型知识。”                                                                 |
| 2007     | 罗纳德·德沃金          | 耶鲁大学、牛津大学、纽约大学 伦敦大学学院 | 美国            | “发展出创新性的具有高度影响力的将法律植根于道德中的法学理论，其特征系具备独特的理论能力，可将抽象的哲学思想与在法律、道德及政治中的具体日常关怀相关的论点予以结合。” |
| 2008     | 詹明信                 | 杜克大学                                  | 美国            | “以其个人称为‘社会形式之诗学’的工作对社会成型和文化形式之间的关系的理解做出的卓越贡献。”                                                                             |
| 2009     | 伊恩·哈金              | 多倫多大學                                | 加拿大          | “将严谨的哲学分析与历史分析相结合，深刻改变了我们对于关键概念通过科学实践在特定社会与制度框架中产生的方式的理解。”                                                   |
| 2010     | 娜塔莉·澤蒙·戴維斯     | 多倫多大學 普林斯顿大学                   | 加拿大／ 美国   | “因其著作而成为当代最有创造力的史学家之一，一位不受任何特定学派思想或政治所禁锢的知识分子。”                                                                         |
| 2011     | 于爾根·柯卡            | 柏林自由大学                              | 德国            | “将德国史学之门向相关社会科学打开并确立了跨国界的比较方法的重要性，从而完成了德国史学的转型。”                                                                       |
| 2012     | 曼紐·卡斯提爾          | 南加州大学                                | 西班牙          | “塑造了我们对于网络社会中城市与全球经济的政治活力的理解。” |
| 2013     | 布鲁诺·拉图            | 巴黎政治学院                              | 法國            | “对现代性进行了雄伟的分析与重新诠释，并挑战了诸项根本性的概念如现代与前现代、自然与社会、人类与非人类之间的关系。”                                                   |
| 2014     | 邁克爾·庫克            | 普林斯顿大学                              | 英国            | “因其重塑的领域涵盖了奥斯曼帝国研究、早期伊斯兰政体之产生、瓦哈比派运动的历史、以及伊斯兰法律、道德和神学。”                                                         |
| 2015     | 瑪麗娜·華納            | 伦敦大学伯贝克学院                        | 英国            | “因其对故事和神话的分析及其如何反映时代和地位。她因在其文学著作中强调性别角色和女性主义而闻名。”                                                                     |
| 2016     | 斯蒂芬·格林布拉特      | 哈佛大學                                  | 美国            | “在其所处时代最重要的莎士比亚学者” |
| 2017     | 奥诺拉·奥尼尔          | 劍橋大學                                  | 英国            | “其在道德与政治哲学领域的具有影响力的角色” |
| 2018     | 凱斯·桑斯坦            | 哈佛大學                                  | 美国            | “重塑了我们对于现代规制国家与宪法之间的关系的理解。其被广泛视为美国行政法领域的领军学者以及全美乃至世界上被引用最多的学者。”                                         |
| 2019     | 保罗·吉尔罗伊          | 伦敦大学学院                              | 英国            | “因其对批判性种族研究、后殖民主义及相关领域的贡献。” |
| 2020     | 格里瑟尔答·坡洛克      | 利兹大学                                  | 加拿大／ 南非   | “因其对女性主义艺术史和文化研究所作的开拓性贡献。” |
| 2021     | 玛莎·努斯鲍姆          | 哈佛大学、布朗大学、芝加哥大学            | 美国            | “因其对哲学、法律及相关领域的研究所作的开拓性贡献。” |
| 2022     | 希拉·贾萨诺夫          | 肯尼迪政府学院                            | 美国            | “因其杰出的科学技术研究。” |

## 外部連結
- 官方網站 （页面存档备份，存于）